# Уличный футбол

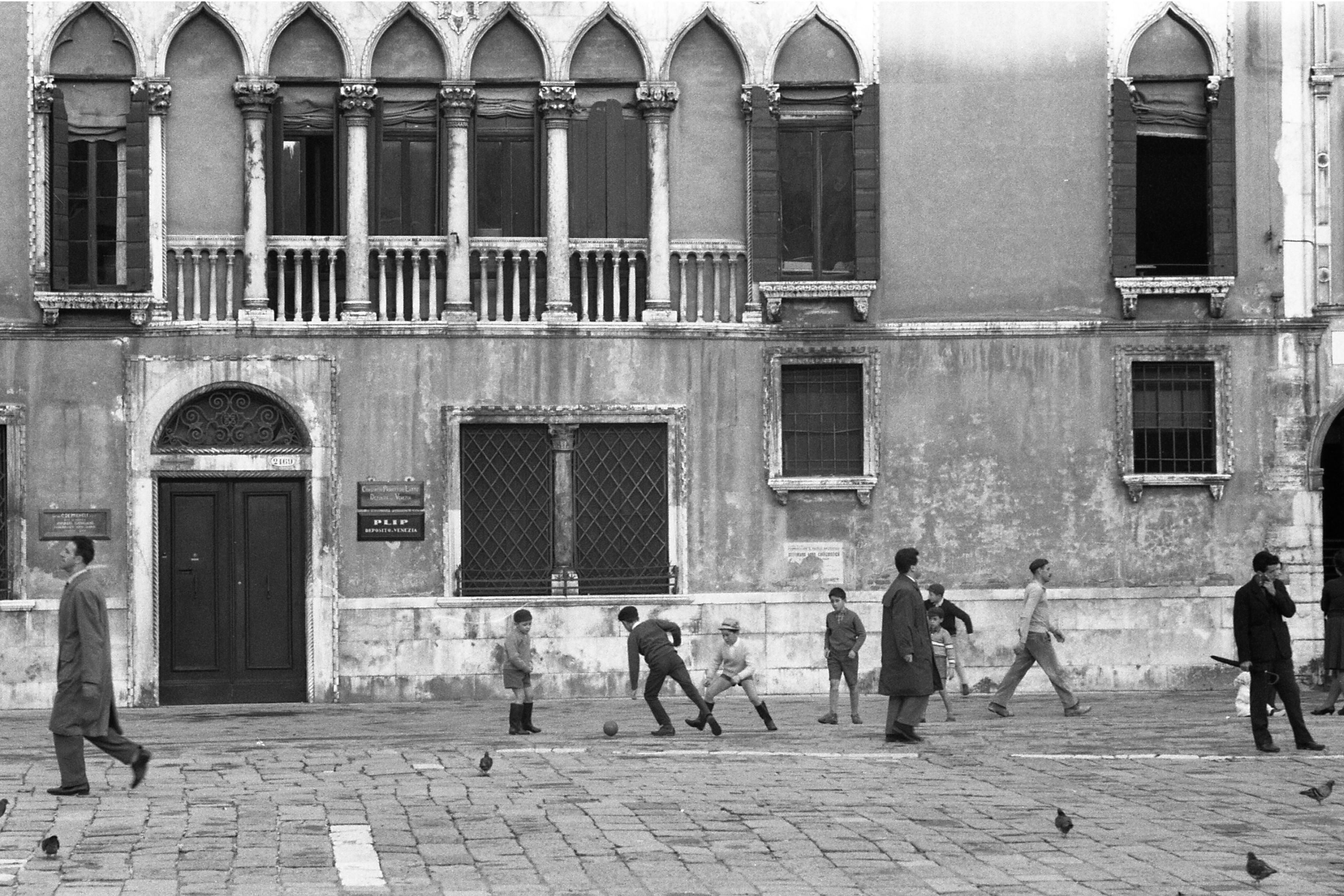
Уличный футбол, Венеция (1960)

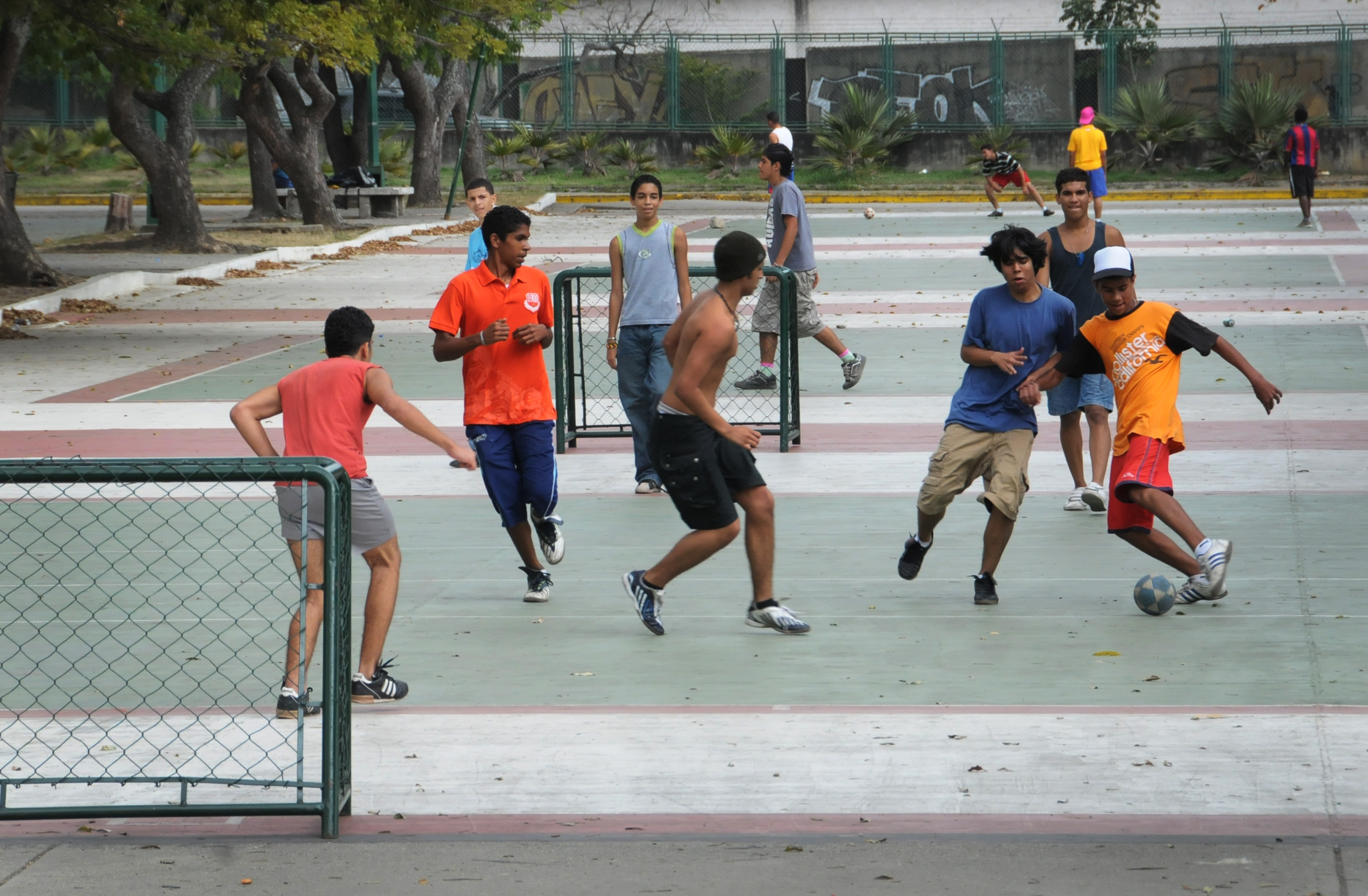
Уличный футбол в Венесуэле

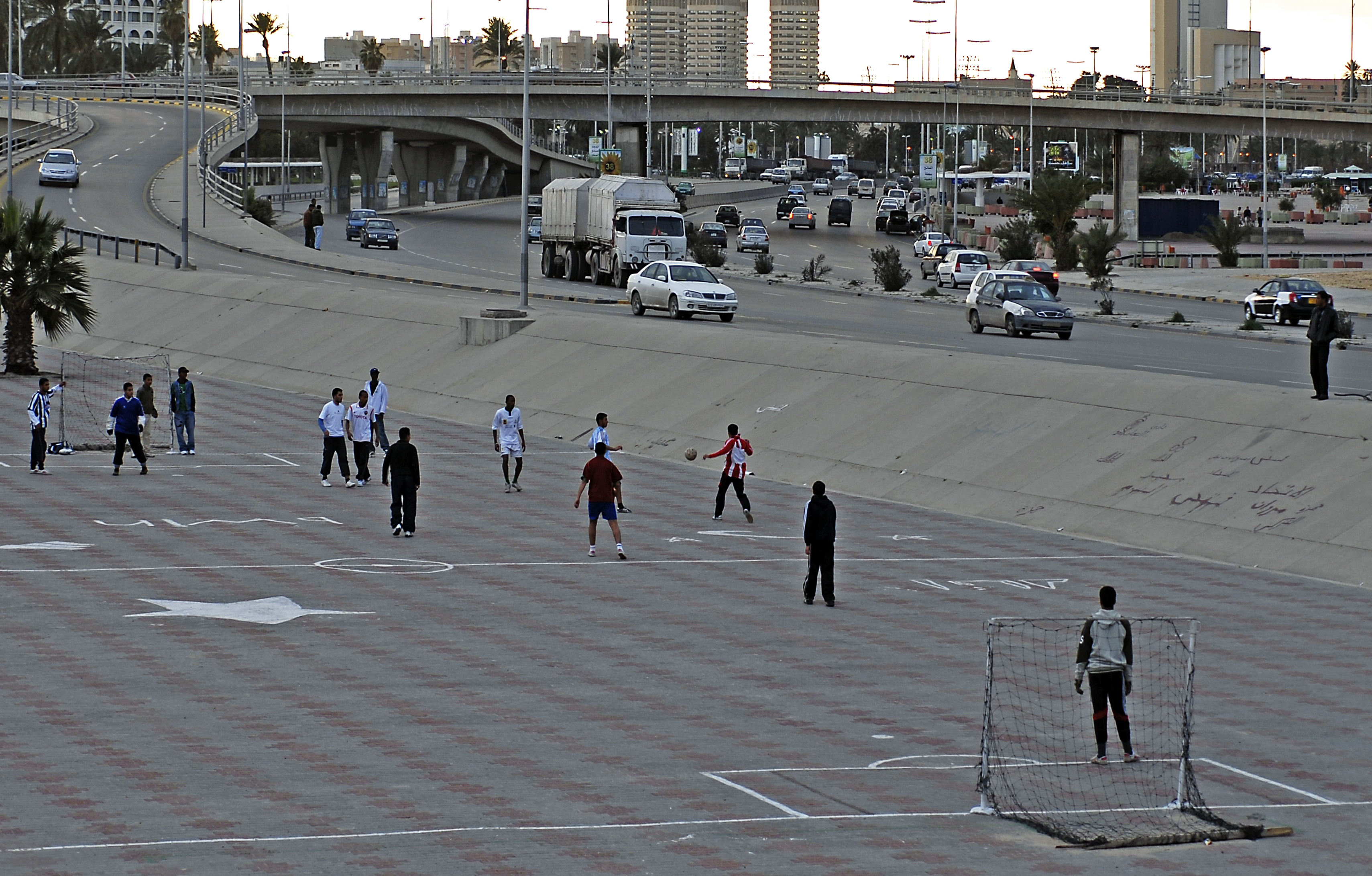
Уличный футбол в Ливии

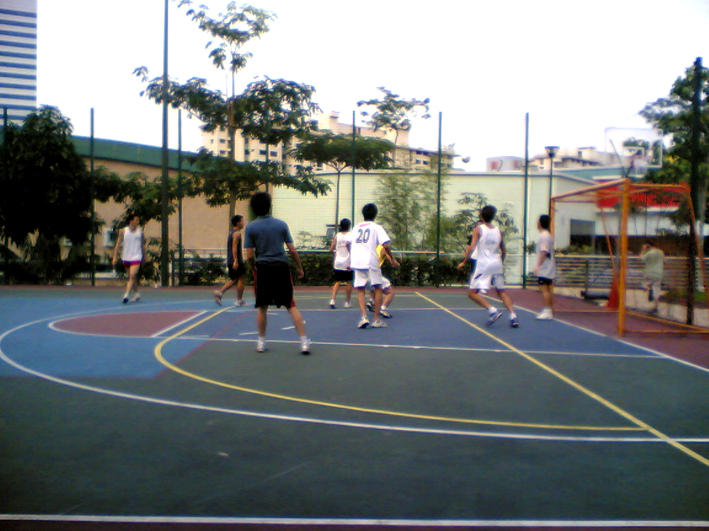
Уличный футбол в Сингапуре

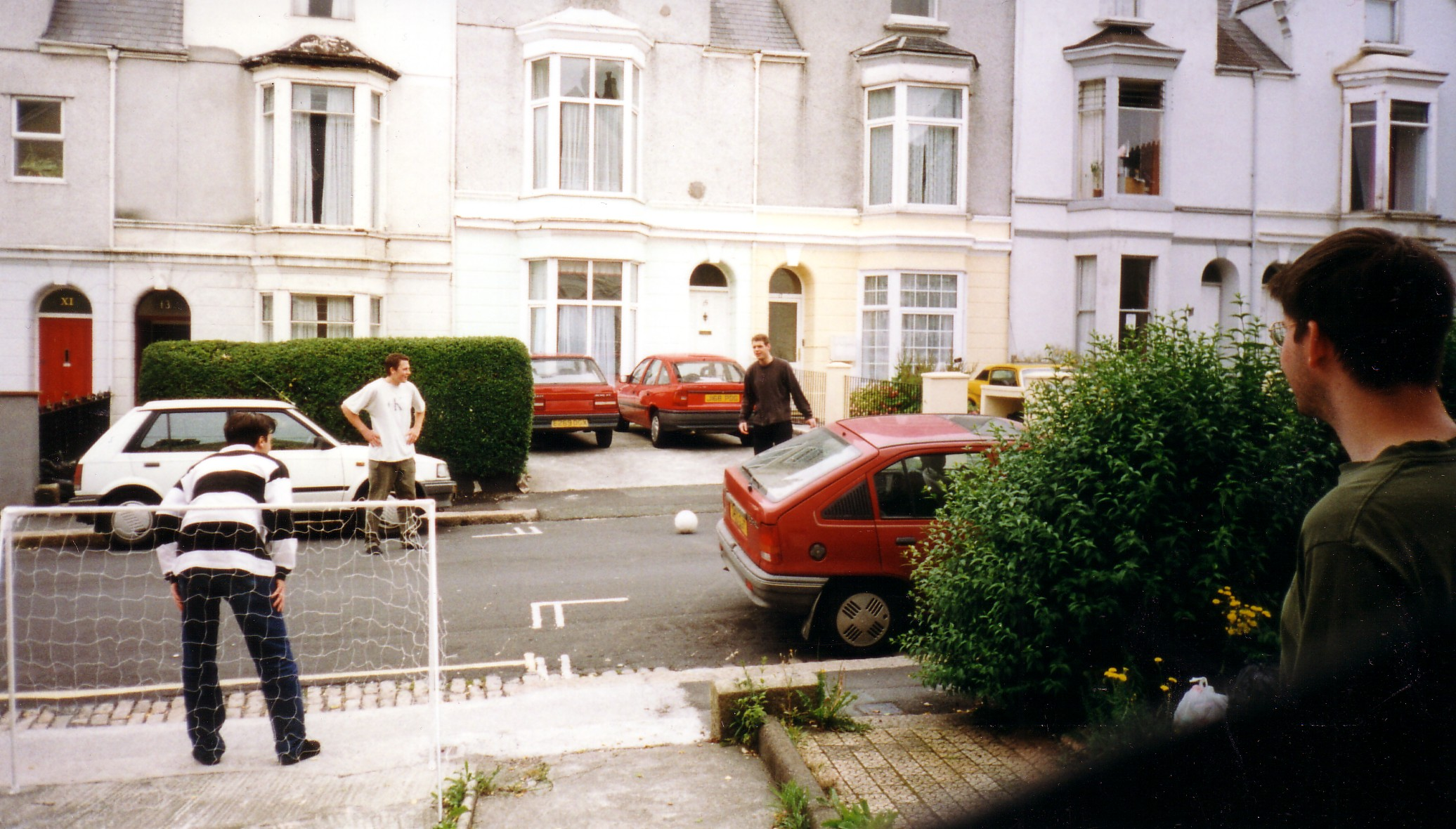
Уличный футбол в Англии

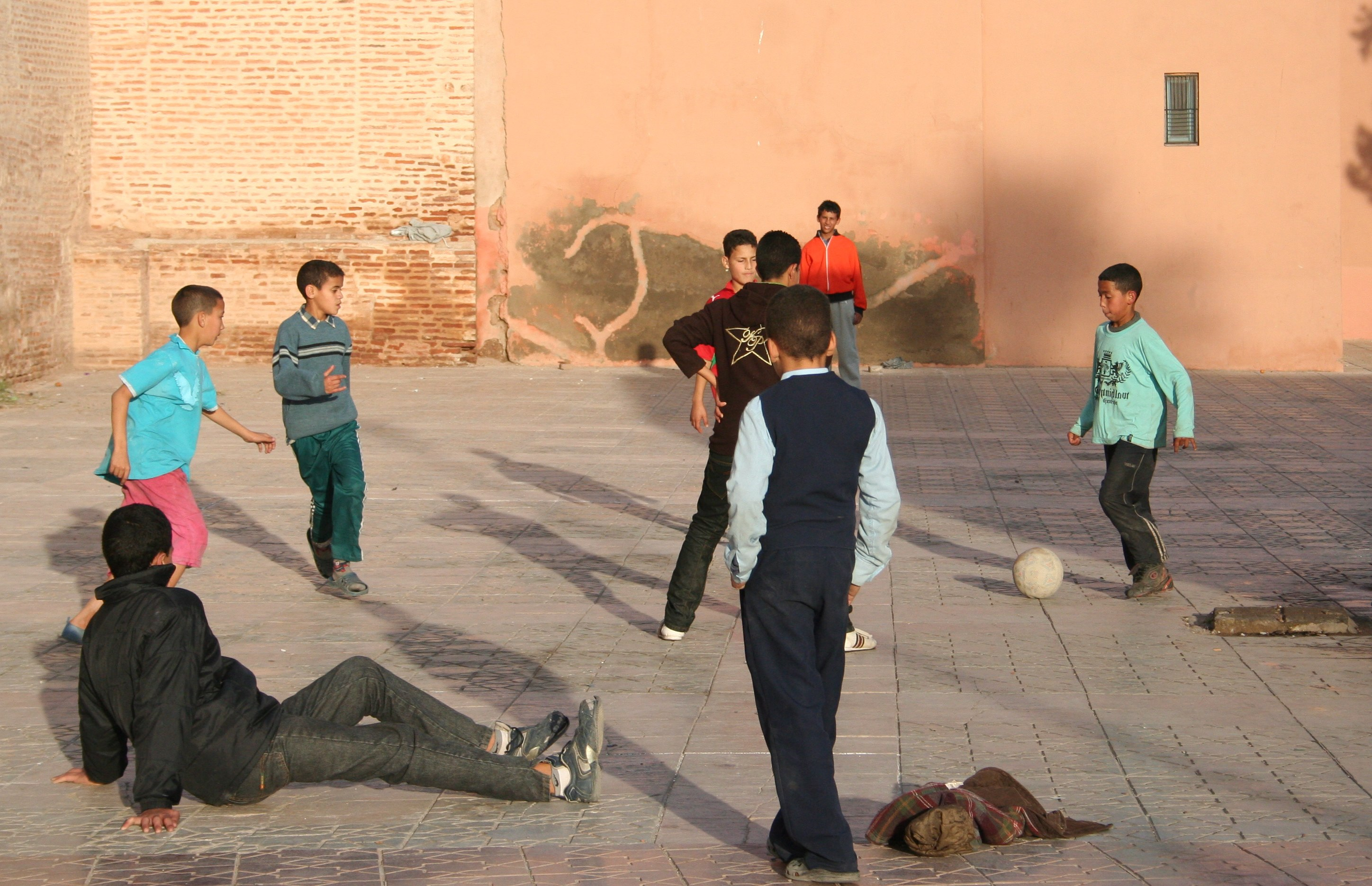
Уличные футболисты в Марокко

У́личный футбо́л, также известный как дворо́вый футбо́л — ряд неформальных видов футбола, которые не соответствуют общепринятым требованиям и принципам этой игры. Вариация игры является разнообразной и устанавливается согласно обстоятельств и вербальных договорённостей между командами.

## Классическая игра
В уличном футболе нет установленных правил игры, в частности количества игроков, которое может быть непропорциональным относительно команд-соперников, размеров и параметров поля или типа его поверхности, продолжительности матчей. В большинстве случаев на таких матчах нет арбитров. Спорные решения, как правило, решаются мнением и точкой зрения большинства участников или свободным ударом.
Общими требованиями уличного футбола является наличие игроков (количество не имеет значения), мяча, игровой площадки (может быть как ограждена и постоянная, так и просто частью проезжей части), специальных или импровизированных ворот (возможно, без определённой высоты).
По своей игровой специфике дворовый футбол подобен пляжному футболу и футзалу, однако его определяющей характеристикой является проведение матчей под открытым небом на различной поверхности (от почвы до асфальта).

## Под эгидой официальных ассоциаций
В результате вмешательства официальных футбольных ассоциаций и опекунства ними уличного футбола, установлены отдельные правила игры, которые выполняются исключительно в официальных соревнованиях под их эгидой. На международном уровне дворовым футболом занимается ФИФА, которая организовывает международные и региональные турниры по этому виду спорта, однако с установленными и постоянными правилами игры и регламентом. В частности, европейской ассоциацией УЕФА организовывается Чемпионат мира по футболу среди бездомных.
На сегодняшний день существует несколько распространенных организаций по уличному футболу: Streetfootballworld, SISM Street Soccer в США, WhizzKids United, Street Soccer USA, Buntkicktgut, Международная ассоциация уличного футбола, Лига уличного футбола Украины. В настоящее время уличный футбол также является одним из методов обучения молодых футболистов и реализуется с помощью фристайла, популярность которого возросла с начала 2000-х годов, когда фирма Nike начала концентрироваться на уличном футболе и фристайле с помощью телевизионной рекламы.
Первый Чемпионат мира по уличному футболу состоялся на Mariannenplatz (Площади Марианны) в районе Кройцберге, Берлин. Первый Международный чемпионат мира 3×3 по уличному футболу состоялся в Манчестере 25 сентября 2016 года.
В США свой первый международный турнир провели в 2014 году. Американский турнир Panna & Freestyle, организованный SISM Street Soccer, проходил в Сан-Хосе, Калифорния. Первый чемпионат включал такие дисциплины: футбольный фристайл, уличный футбол и панну. В этом мероприятии приняли участие многие ведущие профессионалы со всего мира, чтобы судить и соревноваться в районе залива Сан-Франциско.
На Украине популяризацией уличного футбола и организацией соревнований занимается Лига уличного футбола Украины. Также организацией футбольных турниров по дворовому футболу занимается благотворительный футбольный клуб «Маэстро», объединяющий звёзд эстрады.
Дворовый футбол в СССР был инициирован легендарным советским вратарем Львом Ивановичем Яшиным. В мае 1964 года газета «Пионерская правда» опубликовала Положение об организации соревнований для дворовых команд и призыв к созданию команд. В объявлении говорилось: «Внимание, мальчишки! Будущие Яшины и Воронины! ... Для вас «Пионерская правда» открывает клуб «Кожаный мяч»!»
Идея создания клуба «Кожаный мяч» была поддержана Центральным комитетом ВЛКСМ, после чего был сформирован штаб под руководством заслуженного мастера спорта Михаила Павловича Сушкова. В состав штаба вошли такие известные личности, как Лев Яшин, Алексей Хомич и Виктор Понедельник, а также другие спортсмены и общественные активисты.
Первый всесоюзный турнир дворовых и уличных команд на приз клуба «Кожаный мяч» состоялся в 1965 году и стал самым массовым турниром того времени, собрав 200 000 команд и около 3,5 миллиона участников. Победителями турнира стали мальчишки из Минска.
В настоящее время по всей России реализуется социальный проект под поддержкой президента РФ под названием «Футбол в каждый двор». Этот проект направлен на решение ключевых задач, связанных с улучшением дворовой среды и вовлечением молодежи в здоровый образ жизни. В рамках инициативы на спортивных площадках, расположенных на дворовых территориях многоквартирных домов, формируются дворовые команды. Основной целевой аудиторией проекта являются дети и подростки, для которых футбол остаётся одним из самых популярных видов спорта

## Видеоигры
В 2005 году издатель видеоигр Electronic Arts представил FIFA Street, франшизу, основанную на уличном футболе и фристайле.